# Abraham Polonsky
Abraham Lincoln Polonsky (New York, 5 dicembre 1910 – Los Angeles, 26 ottobre 1999) è stato un regista, sceneggiatore e scrittore statunitense.

## Biografia
Dopo la laurea in Legge alla Columbia University nel 1935, collaborò ad alcune trasmissioni radiofoniche, tra cui il celebre Mercury Theatre on the Air di Orson Welles. L'influenza del padre, immigrato russo di religione ebraica, la Grande depressione e la Guerra di Spagna lo spinsero a iscriversi al Partito Comunista e a militare attivamente nel CIO (Congress of Industrial Organizations).
Dopo la Seconda guerra mondiale, cui aveva partecipato nelle attività di propaganda radiofonica, venne reclutato come sceneggiatore dalla Paramount Pictures. Fu una collaborazione priva di soddisfazioni: l'unico dei suoi copioni portato sullo schermo, Amore di zingara (1947), venne completamente stravolto.
Passò allora all'indipendente Enterprise Productions per cui scrisse la sceneggiatura di Anima e corpo (1947) di Robert Rossen. Grazie al  successo internazionale del film, che vinse anche un Oscar per il miglior montaggio, gli vennero affidate sceneggiatura e regia di Le forze del male (1948), in cui, in continuità col film precedente, ambientato nel mondo della boxe, Polonsky poté dare libera espressione alla sua lucida analisi dei meccanismi perversi che regolano la società capitalista americana.
La sua promettente carriera fu irrimediabilmente stroncata nel 1951 dalla Commissione per le attività antiamericane di fronte alla quale il regista, avvalendosi del Quinto emendamento, rifiutò di riconoscere la sua militanza comunista per non dover denunciare altri compagni, il che comportò l'iscrizione nella black list e l'impossibilità di esercitare la professione. Come per molti altri suoi colleghi, negli anni successivi, i suoi rapporti col cinema avvennero solo per interposta persona o attraverso l'uso di pseudonimi (al proposito si veda Il prestanome di Martin Ritt). Così fu sceneggiatore di Strategia di una rapina (1959) di Robert Wise, con lo pseudonimo di John O. Killens. Negli anni novanta Abraham Polonsky metterà a frutto la sua esperienza durante il maccartismo per la sceneggiatura, non accreditata, di Indiziato di reato (1991) di Irwin Winkler.
Solo nel 1969, grazie anche all'appoggio di Robert Redford, poté tornare alla regia con Ucciderò Willie Kid, un pregevole western che coniuga un saldo controllo sui meccanismi della narrazione, con l'adesione al movimento di rivisitazione del genere in chiave filo-indiana che in quel periodo cominciava a dispiegarsi. Fu, tuttavia, un ritorno di breve durata cui pose definitivamente fine l'insuccesso di Il romanzo di un ladro di cavalli, (1971), avventuroso racconto di natura picaresca, non privo di elementi di attrazione, ambientato nella Russia di inizio XX secolo. Abraham Polonsky si ritirò a insegnare sceneggiatura presso la University of Southern California di Los Angeles, dove morì il 26 ottobre 1999.

## Filmografia

### Regista
- Le forze del male (Force of Evil) (1948)
- Ucciderò Willie Kid (Tell Them Willie Boy Is Here) (1970)
- Il romanzo di un ladro di cavalli (Romance of a Horsethief) (1971)

### Sceneggiatore
- Anima e corpo (Body and Soul), regia di Robert Rossen (1947)
- Amore di zingara (Golden Earrings), regia di Mitchell Leisen (1947)
- La conquistatrice (I Can Get It for You Wholesale), regia di Michael Gordon (1951)
- Strategia di una rapina (Odds Against Tomorrow), regia di Robert Wise (1959)
- Squadra omicidi, sparate a vista! (Madigan), regia di Don Siegel (1968)
- Indiziato di reato (Guilty by Suspicion), regia di Irwin Winkler (1991) – non accreditato